# Juan Francisco Castillo
Juan Francisco Castillo Azpurua (Caracas, Venezuela, 23 de junio de 1970) es un exbeisbolista venezolano que se desempeñaba como pitcher (relevista).
Fue el venezolano número 74 en debutar en la Major League Baseball al hacerlo el 26 de julio de 1994 con los Mets de Nueva York.
En Venezuela jugaba para los Navegantes del Magallanes desde 1990 (cuando en la temporada 1990-91 obtuvo el premio de Novato del Año) hasta 2002 cuando pasó a formar parte de las Águilas del Zulia, equipo que posteriormente lo dejaría libre.